# الطريق الوطنية رقم 12 (المغرب)
الطريق الوطنية رقم 12 هي طريق وطنية تربط بين برشيد وتنغير، ويبلغ طولها الإجمالي 409 كلم.